# 立蛋

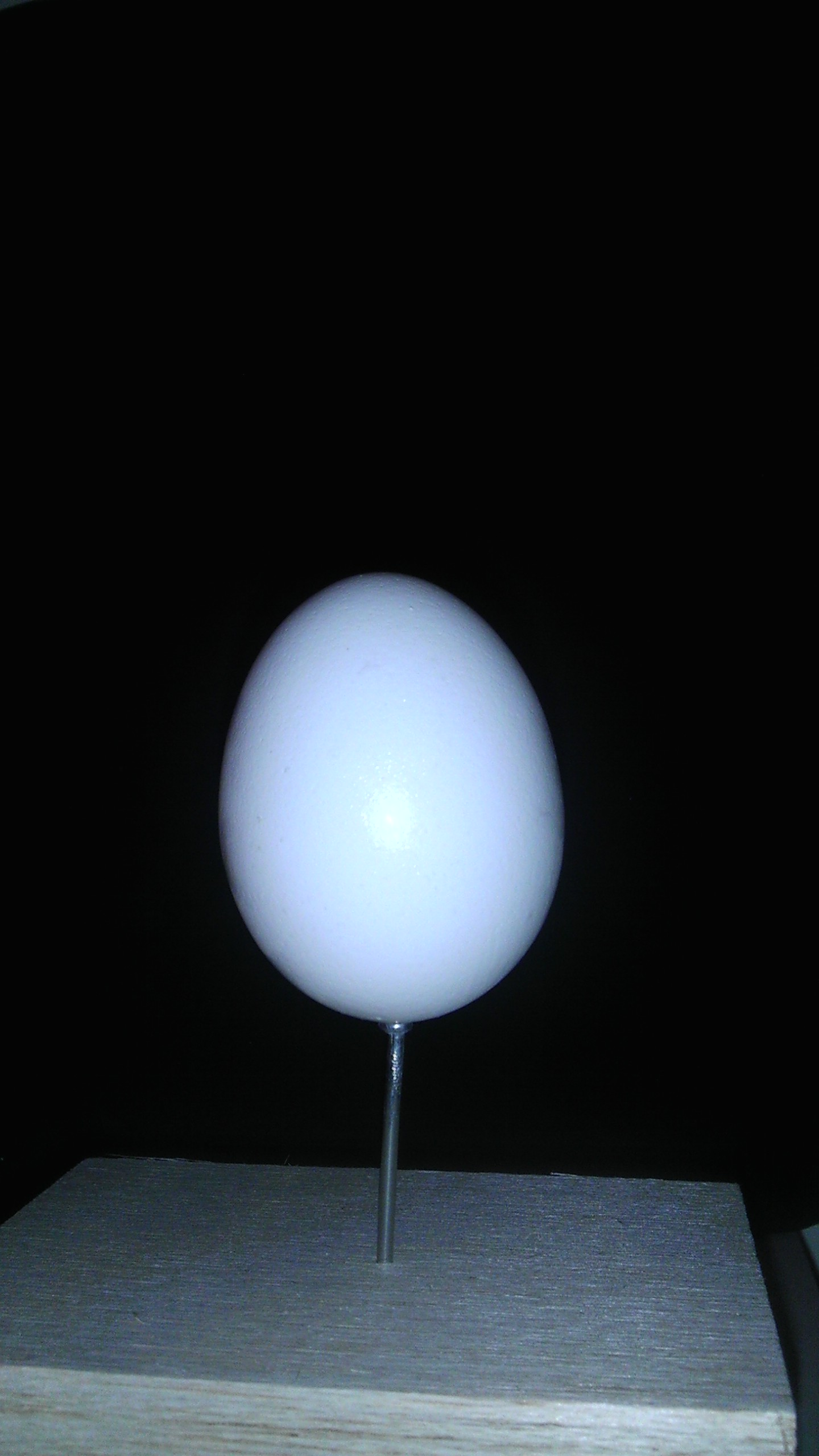
豎立在釘頭的蛋

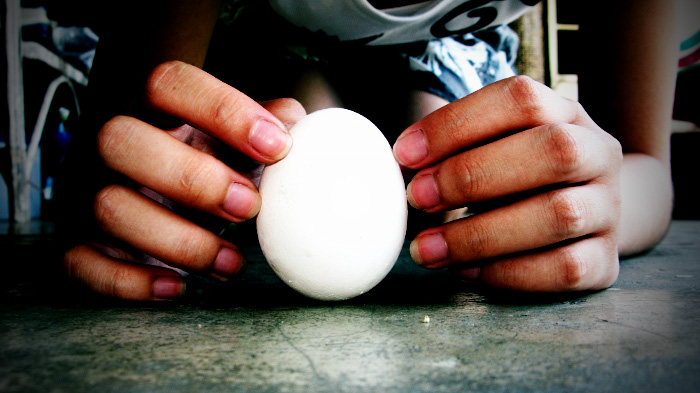
嘗試立在地面的蛋

立蛋，或稱豎蛋，是嘗試豎立雞蛋的中國習俗與遊戲，有在某些時節比較容易立起的論點。

## 文化

### 節日遊戲
湖南省立春時有種民俗遊戲，是人們將雞蛋手扶在平面久立後，嘗試鬆手後讓蛋不倒；也有地方是在春分豎蛋，有俗諺為：「春分到，蛋兒俏。」； 佛山、閩西、臺灣是在端午節的午時玩立蛋遊戲，近來也在如新加坡等的東南亞國家流行。

### 宗教儀式
立蛋在中國少數民族作為收驚使用。滿族在收驚時於鏡面上立雞蛋，稱為「律一律」，邊立邊說：「沖著誰了，快讓孩子平平安安的，我給你燒紙。」瑤族有立一顆雞蛋在一碗米上，對生病或夜間常哭鬧的嬰兒說請魂歸來，蛋若倒下，又豎蛋叫魂，如此三次後，將蛋用火炭燒熟，讓嬰兒吃一點。壯族將雞蛋立放有米的手掌心上，把門打開，念： 「牛胎落、馬胎落、豬胎落、人胎落、某某（被叫魂者名字）。」在手心中的蛋連倒三次後即停止，再將立雞蛋的米裝在碗內，放於被叫人的床下，一般是連續叫三晚就好。克木族改用鴨蛋為病患招魂，如果能立起即表找回魂魄，再把糯米與鴨蛋殼放在病患頭髮以拴住靈魂。
壯族有麽公在替死者招魂、超度時會表演一種戲法，能將雞蛋豎立在瓷碗邊沿或筷子上。
立蛋也作為問事用。萨满在板子上邊立蛋邊問事，直到蛋立住便是神靈給的答案。瑤族用以占病，在布努語稱為「巴結」，問卜者拿一顆新鮮雞蛋給巫醫，後者將蛋置於一碗米飯上端，口中呼叫各種鬼名各三遍，如念到某鬼時雞蛋可立起，便表示病人被此鬼捉弄，問卜者即備祭物祭祀此鬼。彝族用鸡蛋立於酒瓶上，並念著過去非正常死亡的人名，直到蛋立為止，即代表找到作祟的死者。
傣族在每年祭拜山神的緊刁巴拉節，成年男子會輪流將長者給的雞蛋設法豎立，每人試作三次，成功者為當年廟主，如無人成功，則由上屆廟主之子繼任。

## 原理
抗戰期間的1945年，中華民國記者魏景蒙在重慶發表一篇特稿，宣稱在立春之所可以立蛋，是因這日因太陽引力與地球引力的兩力互拉可使蛋立起來，並用照片為證，美國各大報紛紛刊登，覺得戰局低沉但中國人士氣旺盛，竟有閑情做立春，在立春立蛋的遊戲也因此從中國流傳到歐美，也有了在晝夜平分點時，蛋較易立起的都市傳說。
1947年，中谷宇吉郎發表，解釋立蛋的原理是因為雞蛋殼在細鉛筆芯的截面積內，就有三個以上平均零點二公釐高度的粗糙突起點，可作豎立的三個支撐點，技巧在於找到鈍端的平衡處。

## 其他
- 歐美流傳著哥倫布立蛋（英语：Egg of Columbus）的傳說，是講哥倫布敲破雞蛋鈍端的氣室來立蛋，但此事為附會[19]。

- 厄瓜多尔赤道纪念碑有專門的釘頭供遊客立蛋，因為赤道上不受地轉偏向力影響。